# Begonia echinosepala
Espèce
Synonymes
- Begonia echinosepala var. echinosepala[1]

Begonia echinosepala est une espèce de plantes de la famille des Begoniaceae. Ce bégonia est originaire du Brésil. L'espèce fait partie de la section Pritzelia.
Elle a été décrite en 1871 par Eduard von Regel (1815-1892). L'épithète spécifique echinosepala signifie « aux sépales piquants ». 

## Répartition géographique
Cette espèce est originaire du pays suivant : Brésil.

## Liste des variétés
Selon Tropicos (6 février 2017) (Attention liste brute contenant possiblement des synonymes) :
- variété Begonia echinosepala var. echinosepala
- variété Begonia echinosepala var. elongatifolia Irmsch.
- variété Begonia echinosepala var. tapesca hort.